# Aporocosmus lamprodeta
Aporocosmus là một chi bướm đêm thuộc họ Crambidae. Chi này chỉ gồm một loài Aporocosmus lamprodeta, thường được tìm thấy ở New Guinea và Australia.